# Henning Mankell
Henning Mankell (Estocolm, 3 de febrer de 1948-Göteborg, 5 d'octubre de 2015) va ser un escriptor i dramaturg suec de fama internacional. Estava casat amb Eva Bergman, filla d'Ingmar Bergman.
El seu personatge més conegut és l'inspector de policia Kurt Wallander. Amb Wallander, Mankell va assolir la creació d'un personatge ple d'humanitat i de sensibilitat quotidiana, que tant podia desentranyar la més complicada sèrie d'assassinats com condoldre's de la seva sort i pensar que havia de jubilar-se per donar pas a una societat postmoderna que l'aclaparava i que semblava que ja no entenia. El gener de 2014 l'escriptor va anunciar que patia un càncer.

## Novel·les protagonitzades per Wallander
La sèrie de novel·les amb l'inspector Kurt Wallander està composta pels títols següents, en ordre cronològic (entre parèntesis, la traducció catalana, quan hi és, amb l'any de publicació): 
- (1) 1991: Mördare utan ansikte (literalment «Assassins sense rostre», 2011)
- (2) 1992: Hundarna i Riga (Els gossos de Riga, 2002)
- (3) 1993: Den vita lejoninnan (La lleona blanca, 2003)
- (4) 1994: Mannen som log (L'home que somreia, 2003)
- (5) 1995: Villospår (La falsa pista, 2001)
- (6) 1996: Dem femte kvinnan (literalment «La cinquena dona», 2011)
- (7) 1997: Steget efter (Amb l'alè al clatell, 2004)
- (8) 1998: Brandvägg (El tallafoc, 2004)
- (9) 1999: Pyramiden (La piràmide, 2005), recull d'històries curtes
- (10) 2002: Innan frosten (Abans de la gelada, 2006), la primera d'una sèrie de tres novel·les protagonitzades per Linda Wallander, filla de l'inspector
- (11) 2004: Handen (Ossos al jardí, 2013)
- (12) 2009: Den orolige mannen (L'home inquiet, 2013)

## Altres obres de Mankell
Altres títols de Mankell traduïts al català són les novel·les policíaques El retorn del professor de ball (Danslärarens återkomst, 2000), protagonitzada per l'inspector Stefan Lindman; El cervell de Kennedy (Kennedys hjärna, 2005), thriller al voltant de la sida, i El xinès (Kinesen, 2007), protagonitzada per la jutgessa Birgitta Roslin; les novel·les de temàtica diversa Profunditats (Djup, 2004) i Sabates italianes (Italienska skor, 2006), i els llibres de temàtica juvenil El gos que corria cap a un estel (Hunden som sprang mot en stjärna, 1990), El noi que dormia a la neu (Pojken som sov med snö i sin säng, 1996), Viatge a la fi del món (Resan till världens ände, 1998) i Les ombres creixen al capvespre (Skuggorna växer i skymningen, 2004), de la sèrie de Joel Gustafsson, publicats separadament i recollits també en català dins el volum El viatge d'en Joel (2007).
A més, Mankell era director del Teatre Nacional de Moçambic, així com autor d'una sèrie de llibres situats a l'Àfrica, com Comèdia infantil (títol original portuguès: Comédia infantil, 1995), escrits des de la perspectiva d'un nen, amb una subtilesa i una màgia desbordants malgrat la duresa dels temes que tracta. Precisament una reflexió sobre l'impacte de la sida a l'Àfrica és el seu assaig Moriré, però la meva memòria sobreviurà (Jag dör, men minnet lever, 2003).
Arenes movedisses (Kvicksand, 2014) és una autobiografia escrita arran d'haver-se-li diagnosticat el càncer.